# Great Western Main Line
La Great Western Main Line è una delle linee principali dell'Inghilterra e collega la stazione di Paddington di Londra alla stazione di Bristol Temple Meads.
Essa è una linea esistente già prima del 1948 operata a suo tempo dalla  British Railways ed ora parte del Network Rail.

## Servizi
Servizi locali ed a lunga percorrenza sono operati dalla First Great Western (FGW). Le stazioni toccate dal servizio espresso fra London Paddington e Bristol Temple Meads sono: Slough, Reading, Didcot Parkway, Swindon, Chippenham e Bath Spa. Non tutti i treni fermano a dette stazioni, specialmente a quelle di Slough e Didcot.
I treni veloci da Paddington all'aeroporto di Heathrow come l'Heathrow Express sono gestiti dalla BAA. I servizi locali su questa rotta sono invece operati dalla FGW e BAA in maniera congiunta e vanno sotto il nome di Heathrow Connect.
La First Great Western opera anche un servizio London Paddington - Swansea (Galles del sud), con frequenza ogni 30 minuti, con 2-3 treni che continuano verso Pembroke, nei fine settimana estivi, per collegamenti per i servizi di ferry boat verso l'Irlanda.
La First Great Western opera anche un servizio London Paddington - Penzance, con frequenza ogni ora.

## Località servite
Comunità servite: Londra (compresi Acton, Ealing, Hanwell) - Southall - Hayes - Harlington - West Drayton - Iver - Slough - Langley -  Burnham - Taplow - Maidenhead - Twyford - Reading - Tilehurst - Goring-on-Thames - Streatley - Cholsey - Didcot - Swindon - Chippenham - Bath - Keynsham - Bristol